# 키아 스티븐스

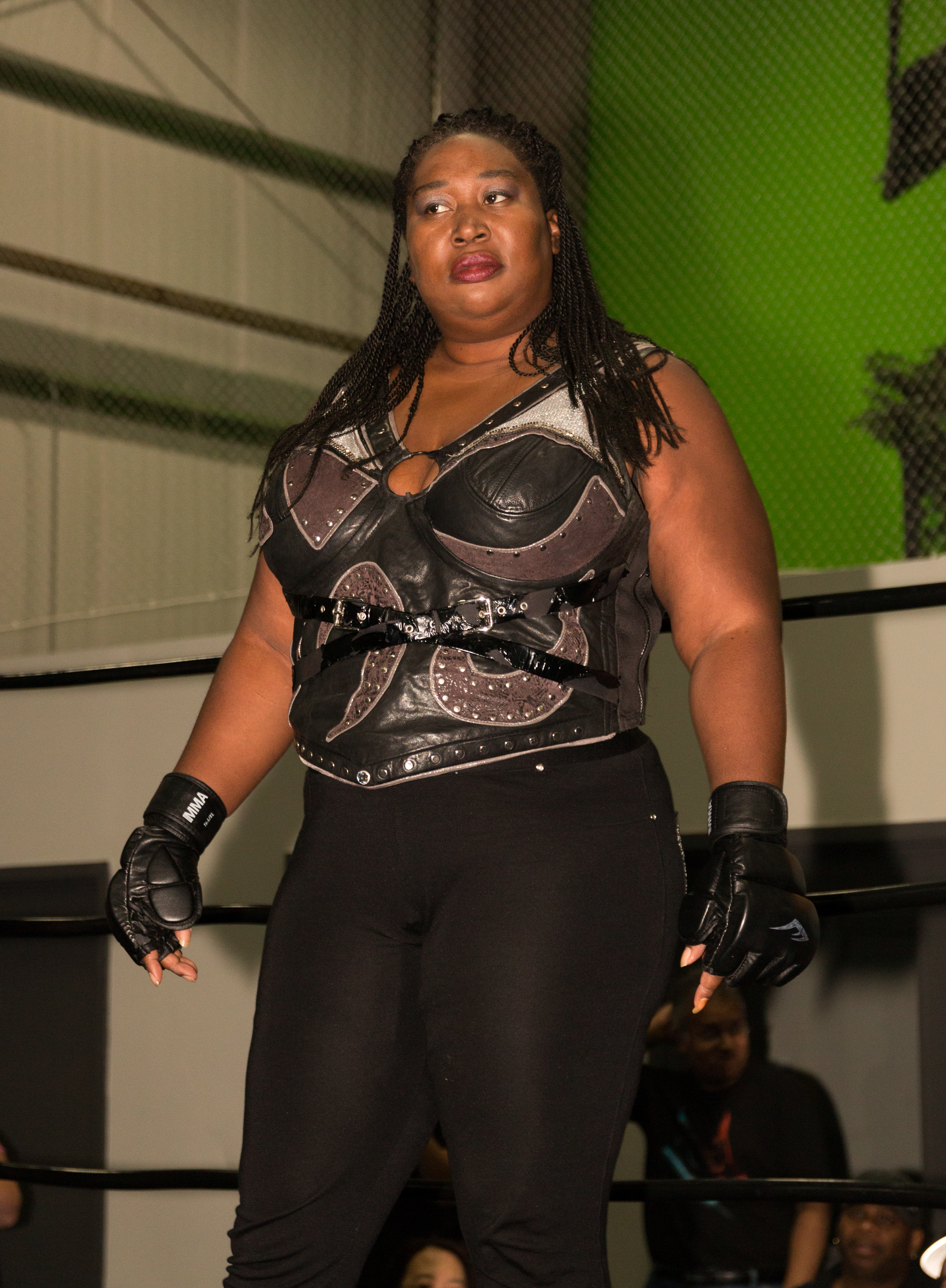
2014년 9월

키아 스티븐스(Kia Stevens, 1977년 9월 4일 ~ )는 미국의 여자 프로레슬링 선수이다. WWE 링네임은 카르마(Kharma), TNA링네임은 어썸 콩(Awesome Kong)이다.
키는 180cm 몸무게는 123kg이며 피니쉬는 임플란트 버스터(리프팅 더블 언더훅 페이스버스터), 어메이징 프레스(다이빙 스플래쉬), 어썸 밤(싯아웃 파워밤)으로 사용을 한다. 그는 2011년 5월 1일 WWE 익스트림룰즈 2011 중 갑작스럽게 등장을 하면서 모든 WWE 디바들한테 전부 학살을 시켜버리나 안타깝게도 임신을 알게 된 그는 떠나고 만다. 그러나 WWE 로얄럼블 2012중에서 로얄럼블 매치에서 등장을 하나 안타깝게도 돌프한테 탈락을 하고 마면서 떠나게 되었으나 2015년 1월 7일 갑작스럽게 TNA에서 등장을 하게 되었다. 2016년 1월 29일 TNA 영국투어에서 매트 하디의 부인 레비 스카이에게 폭력을 가하는 바람에 방송에 출연하지 못하고 귀가 조치를 받았고 2016년 2월 5일 결국 TNA에서 방출당한다.

## 챔피언 경력
- WWWA 월드 싱글 챔피언 1회
- WWWA 월드 태그팀 챔피언 1회 - 야자 콩 (1회)
- AWA 슈퍼스타즈 월드 위민스 챔피언 1회
- AAAW 태그팀 챔피언 1회 - 야자 콩 (1회)
- HUSTLE 슈퍼 태그팀 챔피언 1회 - 에리카 (1회)
- LLPW 태그팀 챔피언 1회 - 야자 콩 (1회)
- NWA 월드 위민스 챔피언 1회
- NEO 태그팀 챔피언 2회 - 하루카 마츠오 (1회), 교코 기무라 (1회)
- WORLD-1 위민스 챔피언 1회
- RPW 위민스 챔피언 1회
- TNA 넉아웃 챔피언 2회
- TNA 넉아웃 태그팀 챔피언 1회 - 하마다 (1회)
- 2021년 TNA 명예의 전당 헌액자